# 7231 Porco
7231 Porco eller 1985 TQ1 är en asteroid i asteroidbältet mellan planeterna Mars och Jupiter. Den upptäcktes av den amerikanska astronomen Edward L.G. Bowell den 15 oktober 1985. Asteroiden namngavs efter astronomen Carolyn Porco.
Den tillhör asteroidgruppen Veritas.